# Vassimont-et-Chapelaine
Vassimont-et-Chapelaine – miejscowość i gmina we Francji, w regionie Grand Est, w departamencie Marna.
Według danych na rok 1990 gminę zamieszkiwało 79 osób, a gęstość zaludnienia wynosiła 4 osób/km².